# 사방지 (영화)
《사방지》는 남녀한몸인 사방지에 대해 다룬, 한국에서 제작된 송경식 감독의 1988년 드라마 영화이다. 이혜영 등이 주연으로 출연하였고 정준교 등이 제작에 참여하였다. 여성의 외모와 남성의 음경을 가진 남녀한몸 사방지(이혜영 배우)와 과부 며느리인 이씨(방희)를 주인공으로 하여, 외로운 여성들의 성노리개로 살아가던 사방지가 결국 성기를 잘라 남성성을 버리고 자살하는 줄거리이다.

## 출연

### 주연
- 이혜영
- 방희

### 조연
- 곽정희
- 박암
- 이경희
- 이동신
- 조성근
- 조주미
- 한영수
- 이영길
- 박용팔
- 양일민
- 남수정
- 김지영

## 기타
- 제작부장: 유재현
- 촬영부: 신양균
- 촬영부: 방수영
- 촬영부: 강병구
- 조명: 이억만
- 그립: 양기주
- 연출부: 이건호
- 연출부: 이형탁
- 연출부: 이재구
- 붐어시스턴트: 김경일
- 미술: 김유준
- 작화: 정화기획
- 특수효과: 이정일
- 미용: 박금자
- 분장: 이경려
- 의상: 권유진
- 편집보: 권미숙
- 스타일리스트: 우종원
- 효과: 양대호